# Test Patte-Noire
Il test Patte-Noire è un test psicologico proiettivo tematico per bambini dai 4 ai 12 anni, ideato nel 1961 dal francese Louis Corman, in cui sono presentate le vicende del porcellino Patte-Noire ("Zampa Nera") e della sua famiglia. 

## Descrizione
L'originalità del test consiste nella totale libertà data al bambino di attribuire ruoli, età, sesso agli animali presenti: questo permette di evitare possibili sentimenti di rifiuto verso la tavola e il libero manifestarsi della personalità del soggetto. 
Il test è composto da 18 tavole che vengono somministrate in due tempi: prima si chiede al bambino di immaginare le avventure di Patte-Noire e la sua famiglia, poi di separare le tavole che preferisce da quelle che non gli piacciono. Le situazioni stimolo che vengono presentate riguardando avventure di animali permettono al bambino di immedesimarsi più facilmente. 
I temi che vengono presentati sono inerenti a eventuali fissazioni per la fase orale, anale, edipica e l'aggressività ad essa connessa. 
Aiuta a comprendere la relazione che ha il bambino con la sua famiglia e ogni suo singolo membro, in particolar modo con le figure genitoriali, oltre a permetterci di indagare la personalità del bambino dal punto di vista psicoanalitico: immagine di sé, tratti narcisistici, immagine corporea, rivalità con i fratelli, maturità dell'io ed eventuali meccanismi di difesa presenti.
La diagnosi andrà valutata congiuntamente all'anamnesi del paziente e ai risultati di altri test. 

## Tavole
- TAVOLA 1 - TROGOLO: mentre i genitori e i fratelli riposano nel recinto, Patte-Noire fa la pipì nel trogolo.

Contenuto latente: sadismo uretrale, aggressività verso i genitori
- TAVOLA 2 - ABBRACCIO: papà e mamma si abbracciano e un fratello di Patte-Noire li guarda stupiti.

Contenuto latente: complesso edipico.
- TAVOLA 3 - BARUFFA: Patte-Noire litiga con uno dei fratellini e l'altro corre dai genitori.

Contenuto latente: aggressività, sadismo orale.
- TAVOLA 4 - CARRETTO: Patte-Noire sogna che alcuni porcellini vengano caricati su un carretto e uno di loro piange mentre un uomo lo spinge sopra mentre i genitori di Patte-Noire e i fratellini guardano.

Contenuto latente: sadismo, autopunizione, senso di colpa, rivalità fraterna.
- TAVOLA 5 - CAPRA: Patte-Noire succhia il latte di una capra.

Contenuto latente: madre adottiva o figura sostitutiva, oralità.
- TAVOLA 6 - PARTENZA: un maialino viene visto procedere lungo una strada verso i monti, di spalle.

Contenuto latente: dipendenza, indipendenza.
- TAVOLA 7 - INCERTEZZA: la madre di Patte-Noire allatta un maialino sulla sinistra della tavola, sulla destra il padre beve nel trogolo, Patte-Noire è al centro della tavola con la testa rivolta verso la madre e il corpo verso il padre e non sa dove dirigersi.

Contenuto latente: ambivalenza, rivalità fraterna, esclusione, oralità.
- TAVOLA 8 - OCA MASCHIO: un'oca maschio prende per la coda un maialino che spaventato e piangente cerca di scappare, mentre dietro un muretto un altro maialino osserva.

Contenuto latente: aggressività, sadismo con autopunizione o evirazione, rivalità fraterna, colpa.
- TAVOLA 9 - GIOCHI NEL FANGO: i maialini sguazzano nel trogolo, uno sporca il grugno del padre e il terzo, in disparte, guarda.

Contenuto latente: sadismo anale, aggressività verso i genitori.
- TAVOLA 10 - NOTTE: durante la notte, divisi da una staccionata, dormono da un lato i genitori, vicini, dall'altro due fratellini mentre il terzo guarda i genitori in piedi vicino alla staccionata.

Contenuto latente: complesso di Edipo con voyeurismo della scena primaria.
- TAVOLA 11 - CUCCIOLATA: la mamma mette al mondo tre maialini aiutata da due contadini mentre Patte-Noire e i suoi fratellini stanno a guardare dall'altro lato della staccionata.

Contenuto latente: nascita, rivalità fraterna, oralità.
- TAVOLA 12 - SOGNO M: Patte-Noire sogna la madre che gli sorride.

Contenuto latente: idealizzazione dell'Io e amore oggettuale del padre.
- TAVOLA 13 - SOGNO P: Patte-Noire sogna il padre che lo guarda.

Contenuto latente: idealizzazione dell'Io, amore oggettuale verso il padre.
- TAVOLA 14 - POPPATA I: Patte-Noire succhia il latte della madre in un posto isolato.

Contenuto latente: oralità, rivalità fraterna.
- TAVOLA 15 - POPPATA II: Patte-Noire succhia il latte della mamma mentre rrivano di corsa anche gli altri fratellini.

Contenuto latente: oralità, rivalità fraterna.
- TAVOLA 16 - BUCA: di notte, Patte-Noire è immerso in una buca piena d'acqua sta chiamando.

Contenuto latente: solitudine, esclusione, punizione e colpa.
- TAVOLA 17 - FATA: Patte-Noire rivolto verso una fata-maialino.

Contenuto latente: desideri.
- TAVOLA 18 - SCALETTA: Patte-Noire viene aiutato dal padre a raggiungere un obiettivo.

Contenuto latente: identificazione e relazione con la figura paterna